# Micha’el Charisz
Micha’el Charisz (hebr.: מיכאל חריש, ang.: Michael Harish, ur. 28 listopada 1936 w Timișoarze) – izraelski ekonomista i polityk,  w latach 1992–1996 minister handlu i przemysłu, w latach 1974–1996 poseł do Knesetu z list Koalicji Pracy i Partii Pracy.

## Życiorys
Urodził się 28 listopada 1936 w Timișoarze w Królestwie Rumunii. W 1950 wyemigrował do Izraela. Służbę wojskową pełnił jako oficer w brygadzie Golani,  elitarnym oddziale piechoty zmechanizowanej. Zdobył bakalaureat z ekonomii i politologii na Uniwersytecie Hebrajskim w Jerozolimie.
Pracował jako ekonomista, był autorem artykułów publikowanych w izraelskiej prasie. Działał w organizacjach społecznych – był członkiem Centrum „Hapoel” oraz prezesem organizacji byłych żołnierzy w Giwatajim. W 1966 był jednym z założycieli młodzieżówki Partii Pracy, był także prezesem organizacji „Sziluw” działającej w ramach ugrupowania. W latach 1967–1982 był kierownikiem departamentu międzynarodowego partii – zajmował się m.in. koordynacją działań przywódców partii socjalistycznych z różnych państw przeciwko arabskiemu bojkotowi Izraela oraz nawiązywaniem izraelsko-hiszpańskich stosunków dyplomatycznych.
W wyborach parlamentarnych w 1973 po raz pierwszy dostał się do izraelskiego parlamentu z listy Koalicji Pracy. W ósmym Knesecie zasiadał w komisjach spraw gospodarczych oraz służby publicznej. Jego aktywność parlamentarna znacznie wzrosła po reelekcji w wyborach w 1977, kiedy to lewica po raz pierwszy znalazła się w opozycji. W Knesecie dziewiątej kadencji przewodniczył komisji wspólnej ds. energii, zasiadał w komisjach spraw zagranicznych i obrony; spraw gospodarczych oraz budownictwa; był także członkiem pięciu podkomisji związanych z energetyką i lotnictwem. Po raz trzeci został wybrany posłem w 1981 zaś w dziesiątym Knesecie zasiadał w komisji spraw zagranicznych i obrony oraz przewodniczył dwóm komisjom wspólnym – ponownie objął komisję energii, przewodniczył też zajmującej się planami stworzenia kanału łączącego Morze Martwe z Morzem Śródziemnym. W wyborach w 1984 ponownie zdobył mandat poselski, by w Knesecie jedenastej kadencji, poza zasiadaniem w komisji spraw zagranicznych i obrony, poświęcić się nowym zagadnieniom. Przewodniczył komisji wspólnej zajmującej się wynagrodzeniami żołnierzy zawodowych oraz podkomisji, która zajmowała się sprawą wyboru byłego sekretarza generalnego ONZ Kurta Waldheima na prezydenta Austrii, mimo ujawnienia jego przynależności do nazistowskiej organizacji SA. Charisz był także przewodniczącym specjalnej komisji promocji eksportu oraz komisji śledczej zajmującej się wypadkami drogowymi w Izraelu. Po reelekcji w wyborach w 1988 w dwunastym Knesecie był członkiem, a następnie przewodniczącym komisji finansów. W 1989 został sekretarzem generalnym Izraelskiej Partii Pracy.
W kolejnych wyborach lewica wystartowała już pod szyldem Partii Pracy, a Charisz po raz szósty zdobył mandat poselski. 13 lipca 1992 wszedł w skład nowo powstałego rządu Icchaka Rabina i objął stanowisko ministra handlu i przemysłu, zastępując na stanowisku Moszego Nissima. Po śmierci premiera Rabina i powołaniu 22 listopada 1995 nowego rządu Szimona Peresa Charisz pozostał na stanowisku i był ministrem do końca kadencji trzynastego Knesetu. W wyborach w 1996 utracił miejsce w parlamencie, a jego następcą w resorcie został Natan Szaranski.
Podczas swojej kariery politycznej przewodniczył komitetowi politycznemu Partii Pracy oraz instytutowi zajmującemu się energetyką, był także członkiem rady zajmującej się radzieckimi Żydami. 23 stycznia 2011, po rezygnacji Ehuda Baraka z kierowania Partią Pracy, Charisz został jej tymczasowym przewodniczącym, do czasu wyboru nowego przewodniczącego. Rywalizacja o przywództwo na lewicy trwała kilka miesięcy do czasu zwycięstwa Szelli Jachimowicz we wrześniu tegoż roku.
Micha’el Charisz poza hebrajskim  posługuje się także rumuńskim, węgierskim, angielskim i francuskim.